# Pieter Gaudesaboos
Pieter Gaudesaboos (Brugge, 9 mei 1979) is een Belgische schrijver en illustrator van kinderboeken.

## Leven
Gaudesaboos studeerde vrije grafiek, grafische digitale vormgeving en fotografie in Gent. Hij werkte een jaar deeltijds als leraar bij een kinderatelier en is medeoprichter van Tapis Plein, een productiehuis dat projecten opzet rond actueel en alledaags erfgoed in Brugge en daarbuiten. Sinds 2000 werkt hij als zelfstandig illustrator, auteur en vormgever.

## Werk
Gaudesaboos debuteerde in 2003 met Roodlapje, een prentenboek waarin hij een inkijk probeert te geven in het hoofd van een kind. Het boek toont een wandeltocht door verschillende kleine kamers. Pas wanneer alle kamers gezien zijn, wordt beseft dat het meisje zich eenzaam voelt. Met Roodlapje zette hij zich op de kaart als vernieuwende kinderboekenmaker en krijgt er een Boekenpluim voor. Ook is het boek genomineerd voor de Gouden Uil Jeugdliteratuur.
Voor Roodlapje – net als voor bijna al zijn volgende boeken – maakt Gaudesaboos zowel tekst als de illustraties. In zijn prentenboeken vormen de tekst en de illustraties één geheel.
Aanvankelijk werkte hij veel met foto’s (Negen schijfjes banaan…, 1 2 3 piano) en collage (Hoe oma plots verdween), maar hij gaat steeds meer digitale technieken gebruiken. In zijn prenten zitten details die verwijzen naar zijn collectie speelgoed uit de jaren 1950 en 1960. Met Mijn allermooiste speelgoed maakt hij – geïnspireerd op het archief van het Speelgoedmuseum – een kijkboek waarin hij oud speelgoed op eenvoudige wijze afbeeldt.
"Fantasie en spelen zijn belangrijk in het werk van Gaudesaboos. Zo speelt hij graag met realisme en absurditeit, met fictie en werkelijkheid." In Negen schijfjes banaan op zoek naar een plekje om te slapen begint in een realistische setting (met strakke en heldere foto’s) om daarna over te gaan naar het surreële. In Tommie en de torenhoge boterham bouwt een kleuter een metershoge boterham. In de twee reportage-boeken Briek en Herr Luna drijft hij de grenzen tussen fantasie en realiteit op de spits. Hierin reconstrueert hij samen met journaliste Annick Lesage het zogenaamde waargebeurde lot van het verdwenen kindsterretje Briek.
Gaudesaboos maakt en illustreert niet alleen verhalen, hij verzorgt ook de hele vormgeving van zijn boeken. Ook is hij huisvormgever geweest van de KOPERGIETERY in Gent en werkte hij als artdirector mee aan het cross-mediale kinderproject W@=D@ van Dimitri Leue en Pieter Embrechts.

## Bekroningen
- 2004: Boekenpluim voor Roodlapje
- 2005: Boekenwelp voor Hoe oma plots verdween
- 2006: Boekenpluim voor Stad
- 2007: Boekenpluim voor Pistache
- 2008: Boekenpluim voor Linus
- 2008: Gouden Uil Jeugdliteratuur voor Linus
- 2012: Boekenpluim voor Mannetje Koek schrijft een boek: Marta
- 2022: De Boon, literatuurprijs voor kinder- en jeugdliteratuur en de bijbehorende publieksprijs voor Een zee van liefde. Het was de eerste keer dat deze prijzen werden uitgereikt.